# 隆國夫人
隆國夫人（?—?），或称齐国夫人，姓黄，名定喜，湖州德清人，中国南宋皇族女性，为宋理宗之弟嗣荣王赵与芮的妾室，宋度宗赵禥的生母。

## 生平
《齊東野語》所记，黄定喜出身卑微，初为李仁本家婢女，做为李仁本长女的陪嫁女，进入嗣荣王府中。李氏嫁給嗣榮王僅三年即去世，时在嘉熙元年（1237年）之前。数年后的嘉熙四年（1240年），黄定喜生下赵与芮之子赵禥，即宋度宗。据《宋史》所记，宋度宗出生前，赵与芮的母亲全夫人梦见神说：“帝命汝孙，然非汝家所有。”赵与芮的继室钱夫人亦曾则梦见日光照东室，当天夜里，黄定喜也梦到神人采衣拥一龙纳入她怀中，然后有身孕。赵禥出生时，室内有赤光。更称赵禥“资识内慧，七岁始言，言必合度，理宗奇之。”而据《癸辛雜識》所记，实是因黄定喜身份卑贱“遂服墮胎之藥”，以致赵禥出生后“手足皆軟弱，至七歲始能言。”
其子赵禥后被宋理宗收为己子，立为太子，于在景定五年（1264年）继位，是为宋度宗。因宋度宗已过继之故，与宋理宗生母全夫人类似，同样作为皇帝生母的黄定喜未有皇太后的尊封。宋度宗以养母、宋理宗皇后謝道清为皇太后。黄定喜受封隆國育聖夫人。《齊東野語》指黄定喜“自处极谦抑，虽骤贵盛，每遇邸第亲戚，至不敢坐。常以奶子自称，人亦以此名之。或者有魏奶子之滂，其实不然也。”黄定喜與权臣賈似道的母親胡氏为同邑人，娘家距離甚近，僅數里。胡氏在景定、咸淳间，屡入禁中，隆国夫人对胡氏“至同寝处，恩宠甚渥”。
1276年，南宋降元，隆国夫人黄定喜与丈夫赵与芮随孙子宋恭帝、全太后北迁，前往大都，后事无记载。